# Musikjahr 1760
Liste der Musikjahre

◄◄ | ◄ | 1756 | 1757 | 1758 | 1759 | Musikjahr 1760 | 1761 | 1762 | 1763 | 1764 | ► | ►►

Weitere Ereignisse
Dieser Artikel behandelt das Musikjahr 1760.

## Ereignisse

### Uraufführungen
- 06. Februar: Die Oper La buona figliuola von Niccolò Piccinni (Musik) mit einem Libretto von Carlo Goldoni nach Samuel Richardsons Roman Pamela, or Virtue Rewarded wird im Teatro delle Dame in Rom uraufgeführt.
- 12. Februar: Die comédie-lyrique Les Paladins von Jean-Philippe Rameau erlebt ihre Uraufführung an der Académie royale de musique in Paris (der Librettist ist nicht zweifelsfrei bekannt). Es war die letzte Oper von Rameau, die noch zu seinen Lebzeiten aufgeführt wurde.
- 15. Juni: Die Oper Il re pastore von Giuseppe Zonca auf ein Libretto von Pietro Metastasio hat ihre Uraufführung am Hoftheater in München.
- 27. August: Die Oper Il re pastore von Niccolò Piccinni auf das gleiche Libretto von Pietro Metastasio hat ihre Uraufführung am Teatro della Pergola in Florenz.
- 10. Oktober: Die Oper Tetide von Christoph Willibald Gluck hat ihre Uraufführung an der Wiener Hofburg, mit Caterina Gabrielli in der Titelrolle. Ende des Jahres wird am Wiener Burgtheater eine weitere von Glucks Opern, L’ivrogne corrigé, sowie das Pasticcio Le caprice amoureux ou Ninette à la cour uraufgeführt.

### Ballett

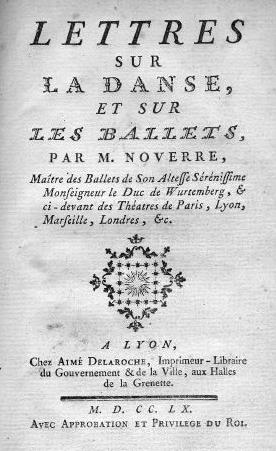
Lettres sur la danse et les ballets, Lyon 1760

Der französische Tänzer und Choreograph Jean Georges Noverre verfasst die theoretische Schrift Lettres sur la Danse et sur les Ballets (Briefe über die Tanzkunst), bis heute eine der bedeutendsten Schriften über das Ballett. Im selben Jahr wird er an den württembergischen Hof in Stuttgart berufen.

### Sonstiges
- Nach dem großen Erfolg des ersten Teils von 1756 komponiert der deutsche Barockkomponist Georg Philipp Telemann einen zweiten Teil seiner Donner-Ode, TWV 6:3b.
- Carl Philipp Emanuel Bach veröffentlicht in Berlin seine „Sechs Sonaten fürs Clavier mit veränderten Reprisen“ mit einer Widmung an Prinzessin Amalie von Preußen.
- Johann Christian Bach konvertiert zum Katholizismus und wird Organist am Mailänder Dom.
- Luigi Boccherini und sein Vater Francesco Leopoldo sind zum zweiten Mal in Wien, wo sie von April 1760 bis 20. März 1761 eine Anstellung im Orchester des Kärntnertortheaters haben (Luigis Schwester Maria Ester ist seit 1758 Primaballerina in Wien). Während dieser Zeit entstehen die ersten Kammermusikwerke, die Luigi später in sein Werkverzeichnis aufnahm: die Streichtrios op. 1 und die bedeutenden Streichquartette op. 2.[1]

## Geboren

### Geburtsdatum gesichert
- 10. Januar: Johann Rudolf Zumsteeg, deutscher Komponist und Kapellmeister († 1802)
- 24. Januar: Friederike Bethmann-Unzelmann, deutsche Schauspielerin und Sängerin († 1815)
- 02. Februar: Georg Christoffer Rackwitz, schwedischer Instrumentenbauer († 1844)
- 12. Februar: Jan Ladislav Dussek, böhmischer Pianist und Komponist († 1812)
- 15. Februar: Jean-François Lesueur, französischer Kirchenmusiker und Komponist († 1837)
- 04. April: Juan Manuel Olivares, venezolanischer Komponist († 1797)
- 01. Mai: Felipe Rodríguez, spanischer Organist, Komponist und Mönch († 1815)
- 10. Mai: Claude Joseph Rouget de Lisle, französischer Komponist, Dichter und Offizier († 1836)
- 11. Mai: Ádam Pálóczi Horváth, ungarischer Schriftsteller, Volksliedsammler und Komponist († 1820)
- 01. Juli: Otto von Woringen, deutscher Jurist und Sänger († 1838)
- 11. August: Karl Gottfried Bellmann, deutscher Musikinstrumentenbauer und Musiker († 1816)
- 14. September: Luigi Cherubini, italienischer Komponist († 1842)
- 02. Dezember: Joseph Graetz, deutscher Organist und Komponist († 1826)

### Genaues Geburtsdatum unbekannt
- Charles Louis Maucourt, deutscher Musiklehrer, Violinist, Komponist und Kapellmeister († um oder vor 1829)
- Jakob August Otto, deutscher Instrumentenmacher und Geigenbauer († 1829)
- Bernard Václav Štiasný, tschechischer Cellist und Komponist († 1835)

### Geboren um 1760
- Giovanni Francesco Giuliani, italienischer Komponist, Geiger und Orchesterleiter († nach 1818)
- Luigia Polzelli, italienische Sängerin (Mezzosopran) († 1830)

## Gestorben

### Januar bis Juni
- 04. Januar: Johann Jakob Späth, deutscher Orgelbauer (* 1672)
- 15. Januar: Michael Engler der Jüngere, deutscher Orgelbauer (* 1688)
- 18. Januar: Claudio Casciolini, italienischer Komponist (* 1697)
- 19. Januar: Giuseppe Belli, italienischer Soprankastrat (* vor 1752)
- 14. Februar: François Collin de Blamont, französischer Komponist (* 1690)
- 27. Februar: Anna Magdalena Bach, deutsche Sopranistin, Ehefrau von Johann Sebastian Bach (* 1701)
- 14. März (begraben): Anton Fils, deutscher Komponist (* 1733)
- 10. April: Jean Lebeuf, französischer römisch-katholischer Geistlicher, Historiker und Musikhistoriker (* 1687)
- 12. April: Ernst Gottlieb Baron, deutscher Komponist und Lautenist (* 1696)

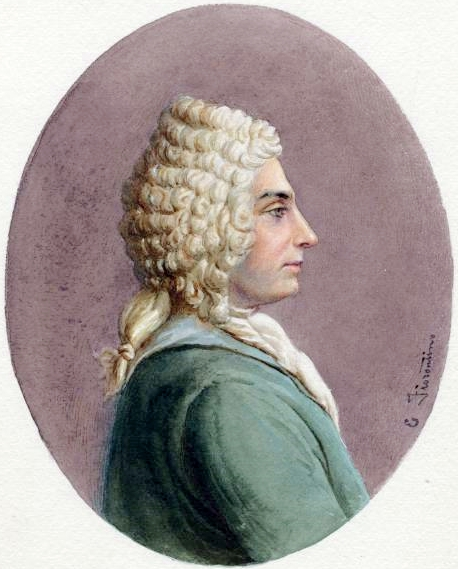
Michele Mascitti; † 24. April

- 24. April: Michele Mascitti, italienischer Violinist und Komponist (* 1664)
- 10. Mai: Christoph Graupner, deutscher Komponist (* 1683)
- 21. Mai: Anna Nitschmann, mährische Liederdichterin, Mitglied der Herrnhuter Brüdergemeine (* 1715)

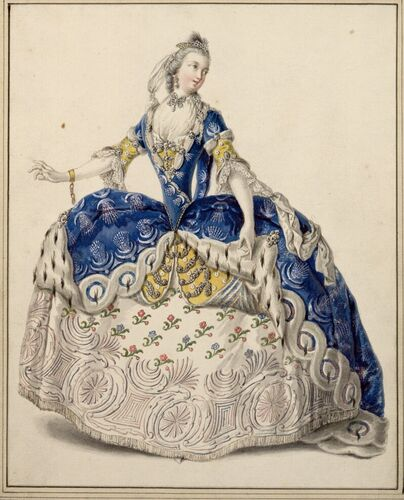
Teresa Albuzzi-Todeschini; † 30. Juni

- 30. Juni: Teresa Albuzzi-Todeschini, italienische Opernsängerin der Stimmlage Alt (* 1723)

### Juli bis Dezember
- 12. August: Nicolaus Ephraim Bach, deutscher Komponist und Organist (* 1690)
- 28. Oktober: Andrea Adolfati, italienischer Opernkomponist (* 1711, 1721 oder 1722)
- 00. Oktober: Girolamo Abos, maltesischer Komponist (* 1715)
- 06. Dezember: Roque Ceruti, peruanischer Komponist (* um 1683)
- 11. Dezember: Johann Wilhelm Gloger, deutscher Orgelbauer (* 1702)
- 22. Dezember: Giuseppe Besozzi, italienischer Oboist (* 1686)

### Genaues Todesdatum unbekannt
- Giovanni Carestini, italienischer Opernsänger und Kastrat (* 1700)

### Gestorben nach 1760
- Abraham Adams, englischer Organist (* um 1720)